# Ammurapi (Ugarit)
Ammurapi (III.) war der letzte König des hethitischen Vasallenstaats Ugarit (im Norden des heutigen Syrien) und regierte von etwa 1215 v. Chr. bis zur Zerstörung Ugarits, vermutlich ca. 1194/86 v. Chr. Er war Zeitgenosse des hethitischen Großkönigs Šuppiluliuma II. und des hethitschen Vizekönigs Talmi-Teššub in Karkemiš. Die Verbindung von Ammurapi zu dem zuvor regierenden Königshaus ist nicht ganz sicher. Wahrscheinlich war er der Sohn seines Vorgängers Niqmaddu III. Ammurapi hatte mindestens zwei Söhne, deren Namen und weiteres Schicksal jedoch nicht bekannt sind. Ging die Forschung früher mehrheitlich davon aus, dass er zeitweise mit der hethitischen Prinzessin Eḫli-Nikkal verheiratet war, machen neu entdeckte Quellen wahrscheinlich, dass diese Gattin Niqmaddus III. war. Wer dann die Frau Ammurapis und die Mutter seiner Kinder war, ist bisher veröffentlichten Quellen (Stand: 2018) offenbar nicht zu entnehmen. Ammurapi ist vor allem aus der Korrespondenz mit anderen Herrscherhäusern bekannt. Schriftfunde aus dem Haus des Urtenu, eines erfolgreichen Kaufmanns und hohen Schreibers, haben die Quellenlage in den letzten Jahren wesentlich verbessert.
Zumindest zu Beginn seiner Herrschaft sandte er nicht ausreichend Geschenke an den hethitischen Hof und zögerte einen Antrittsbesuch beim Großkönig hinaus, wovon zwei Briefe (RS 34.136 und RS 18.038) zeugen. Ammurapi schloss ein Sonderbündniss mit Amurru, das ebenfalls hethitischer Vasall war, und hatte gute Beziehungen zu Ägypten, wovon Korrespondenzen mit Merenptah, Sethos II. und dem ägyptischen Schatzmeister Bay zeugen, die auch wichtige Hinweise zur Regierungssziet Ammurapis liefern. Ob diese Aktivitäten Ugarits darauf hindeutet, dass Ammurapi autonomer gegenüber dem Hethiterreich werden wollte erscheint aufgrund neuerer Erkenntnisse zweifelhaft. Bereits seine beiden Vorgänger Niqmaddu III. und Ibiranu wurden vom hethitischen Hof gerügt, dass sie Besuche und Geschenke vernachlässigten. Zudem war es hethitischen Vasallenstaaten erlaubt, mit befreundeten Staaten, wie Ägypten, Abkommen zu schießen. Möglicherweise suchte Ugarit die Nähe zu Ägypten, um benötigte Getreidelieferungen zu erlangen. Auffallend ist allerdings, dass der keineswegs immer folgsame Vasall Niqmaddu III. von Šupüpiluliuma II. als positives Beispiel eines Vasallen genannt wurde, um Ammurapi – zumindest zu Beginn seiner Herrschaft – vor Augen zu führen, dass er kein zuverlässiger Vasall sei.
Das Hethiterreich litt in seiner Spätphase (um 1200 v. Chr.) unter Missernten und Hungersnöten. Hiervon zeugen nicht nur die Getreidehilfslieferung im fünften Regierungsjahr (ca. 1209/08 v. Chr.) des Pharaos Merenptah, sondern auch mehrere Aufforderungen Šuppiluliumas, Ammurapi solle dringend Getreide nach Kleinasien schicken. Diesen Aufforderungen ist Ammurapi offenbar nicht immer nachgekommen. Wurde früher oft angenommen, eine Antwort Ammurapis, man habe selbst nicht ausreichend Getreide, sei eine Ausrede gewesen, machen neu entdeckte und veröffentlichte Korrespondenzen wahrscheinlich, dass auch Ugarit zeitweise unter Nahrungsknappheit litt. In mehreren Schreiben erbittet Ugarit selbst Ägypten um Getreidelieferungen, die es mindestens in einem Fall auch erhielt. Auf Hungersnöte in Syrien um 1200 v. Chr. deutet auch ein Schreiben aus Emar im Landesinneren an Urtenu hin, in dem von einer schweren Hungersnot in Emar berichtet wird. Die engen Bindungen, die Ammurapi zu Ägypten anstrebte, könnten daher u. a. auch dadurch motiviert worden sein, bei Nahrungsknappheit schnell ägyptische Hilfe zu erhalten. Devecchi und andere Autoren vermuten, dass Ugrit in zunehmend unsicheren Zeiten (s. u.) zudem das militärisch starke Ägypten – neben dem Hethiterreich, das womöglich schwächelte – auf seiner Seite wissen wollte.
Es gibt auch Belege, wonach zumdest in einem Fall durch Šuppiluliuma verlangte Kupferlieferungen durch Ammurapi offenbar nicht erfüllt wurden. In einem Schreiben wird erwähnt, dass der hethitische Großkönig die ausgebliebenen Kupferlieferungen vergebe, wenn Ammurapi ihn besuche. Wohl noch aus der frühen Regierungszeit Ammurapis stammt ein Schreiben Šuppiluliumas (RS 34.129), in dem dieser den Stadtpräfekten Ugarits auffordert, einen gewissen Ugariter namens Lunadušu nach Ḫattuša zu senden, um von ihm näheres über das dem Großkönig bisher offenbar wenig bekannte Volk der Šikaläer, die „auf Schiffen leben“, (wahrscheinlich eines der sogenannten Seevölker, deren Herkunft nach wie vor strittig) zu erfahren, in dessen Hände Lunadušu zeitweise geraten war. Entweder ist Ammurapi zuvor einer eventuellen vorherigen gleichlautenden Aufforderung nicht nachgekommen, oder der Hethiterkönig wendete sich an den Stadtpräfekten, weil er Ammurapi für noch zu jung und unzuverlässig hielt. Ob die Šikaläer auch mit der späteren Zerstörung Ugarits in Verbindung gebracht werden können, ist unklar.
Ammurapi scheint allerdings anderen Forderungen des hethitischen Großkönigs nachgekommen zu sein und das Verhältnis zwischen ihm und Šuppiluliuma hat sich im Laufe der Zeit offenbar verbessert. Davon zeugen u. a. zwei fast gleichlautende Briefe (RS 94.2530 und RS 94.2523) von Šuppiluliuma und dem hohen Schreiber Penti-Šarruma wonach der Großkönig hocherfreut über den Lapislazuli war, den Ammurapi ihm und dem Vizekönig von Karkemiš geschickt hat. Aus den Schrieben geht auch hervor, dass ein Sohn Ammurapis bereits den hethitischen Hof besucht hatte und der Großkönig den Wunsch äußert, sein ugaritischer Vasall möge ihm auch seinen jüngeren Sohn schicken, sofern er ihn alt genug für die Reise hielt. Andererseits wird in den Briefen aber auch eine Forderung an Ammurapi wiederholt, Metallbarren oder Nahrungsmittel an Männer aus Hijawa (vermutlich mit Ahhijawa gleichzusetzen), in den Lukka-Ländern zu liefern, die diese dringend benötigen. Eine Aufforderung, der Ammurapi zuvor offenbar nicht nachgekommen zu sein scheint.
Ammurapi folgte auch Anordnungen, Truppen in das Hethiterreich zu senden und dem hethitischen Großkönig zeitweise die ugaritische Flotte zu überlassen. Davon zeugt die Korrespondenz mit dem König von Alašija: Ammurapi bittet den König von Alašija, den er als „Vater“ anredet, ihm Informationen über Schiffe von Feinden zu senden, die bereits auf sieben Schiffen anlegend, Küstenstädte Ugarits verwüstet hatten. Nachdem eine neue Warnung des Königs von Zypern eintrifft, dass 20 feindliche Schiffe gesichtet wurden, wird die missliche Lage Ugarits deutlich: Ammurapis Truppen wurden ins Hethiterreich verlegt und die Flotte wird vom hethitischen Großkönig vor der lykischen Küste eingesetzt, so dass Ugarit damals fast schutzlos war. Ob diese Korrespondenz kurz vor dem Untergang stattfand, wie früher oft vermutet wurde, ist unklar. Das Schreiben wurde nicht, wie der Ausgräber Claude Schaeffer damals annahm, in einem Brennofen gefunden, sondern befand sich in einem Archiv, das nicht genauer datierbar ist.
Über das weitere Schicksal Ammurapis ist nichts bekannt. Ein Brief (RS 34.137) des Königs von Beirut an einen Beamten Ugarits traf ein, als Ammurapi offenbar schon aus der Stadt geflohen war.